# 库尔日沃
库尔日沃（法語：Courgivaux，法語發音：[kuʁʒivo]）是法国马恩省的一个市镇，属于埃佩尔奈区。

## 地理
库尔日沃（48°42'45"N, 3°29'17"E）面积10.72 平方千米，位于法国大東部大區马恩省，该省份为法国东北部内陆省份，北起阿登省，西北接埃纳省，西南接塞纳-马恩省，南至奥布省，东南接上马恩省，东临默兹省。
与库尔日沃接壤的市镇（或旧市镇、城区）包括：讷维、圣马丹迪博谢、埃斯卡尔德、埃斯泰尔奈、圣邦、蒙索莱普罗万。

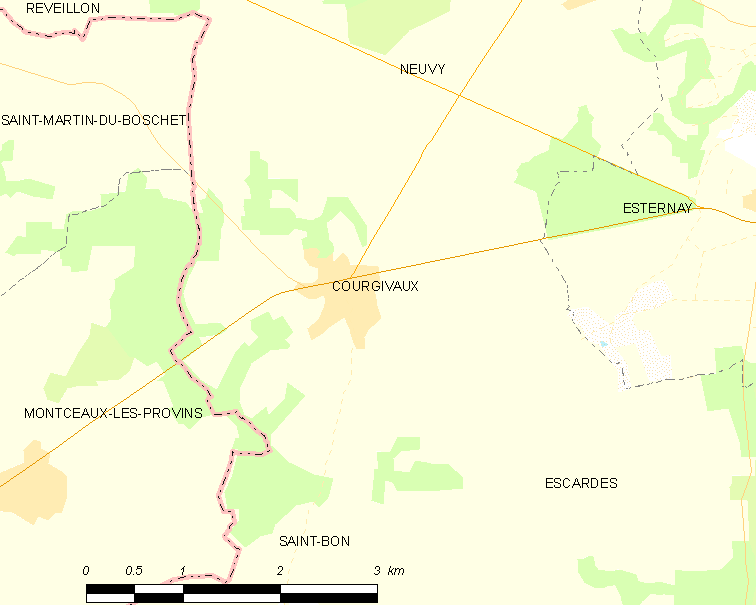
库尔日沃的OSM定位图

库尔日沃的时区为UTC+01:00、UTC+02:00（夏令时）。

## 行政
库尔日沃的邮政编码为51310，INSEE市镇编码为51185。

## 政治
库尔日沃所属的省级选区为塞扎讷-布里-香槟县。

## 人口

1962-2008年间库尔日沃人口变化图示

库尔日沃于2022年1月1日时的人口数量为277人。